# گور سوری
گور سوری، گورخر سوری یا خر وحشی سوری (نام علمی: Equus hemionus hemippus)، نام یک زیرگونه از گونه گور آسیایی است.